# Toktokkus barclayi
Toktokkus barclayi (лат.) — вид жуков-чернотелок рода Toktokkus из подтрибы Molurina трибы Sepidiini (Pimeliinae, Tenebrionidae). Афротропика: Малави.

## Этимология
Видовое название T. barclayi дано в честь британского энтомолога Максвелла В. Л. Барклая (Maxwell V. L. Barclay), куратора и руководителя коллекций Coleoptera в Музее естественной истории в Лондоне (BMNH).

## Описание
Жуки-чернотелки средних размеров (длина тела около 2,5 см; ширина надкрылий около 1,5 см). Похож на Toktokkus mashunus благодаря редким, сильно наклонённым бугоркам надкрылий. От mashunus этот вид можно отличить по более отчётливым, не сливающимся бугоркам, которые заканчиваются ближе к плечам. На склоне и боках надкрылий имеют бугорки (без соответствующих волосков) (отсутствуют на диске). Развит расширенный и более широкий у основания эпиплеврит, окружающий пятый вентрит. Вид был впервые описан в 2020 году и включён в состав рода Toktokkus из подтрибы Molurina трибы Sepidiini (Pimeliinae, Tenebrionidae).

## Распространение
Встречается в Афротропике: Малави.